# Amálie Švábíková
Amálie Švábíková (Kadaň, 22 de noviembre de 1999) es una deportista checa que compite en atletismo. Ganó una medalla de bronce en el Campeonato Europeo de Atletismo en Pista Cubierta de 2023, en la prueba de salto con pértiga.

## Palmarés internacional
| Campeonato Europeo en Pista Cubierta | Campeonato Europeo en Pista Cubierta | Campeonato Europeo en Pista Cubierta | Campeonato Europeo en Pista Cubierta |
| Año                                  | Lugar                                | Medalla                              | Prueba                               |
| ------------------------------------ | ------------------------------------ | ------------------------------------ | ------------------------------------ |
| 2023                                 | Estambul (Turquía)                   | Medalla de bronce                    | Salto con pértiga                    |